# Philoscia miamiensis
Philoscia miamiensis is een pissebed uit de familie Philosciidae. De wetenschappelijke naam van de soort is voor het eerst geldig gepubliceerd in 1966 door Leonard Peter Schultz.